# Hiéroglyphe égyptien G53
Le Ba et cassolette à encens, en hiéroglyphes égyptiens, est classifié dans la section G « Oiseaux » de la liste de Gardiner ; il y est noté G53. 

## Représentation
Il représente la combinaison en cadrat d'une âme Ba (faucon pèlerin Falco peregrinus à tête humaine) précédé d'une cassolette à encens de laquelle s'échappe de la fumée (hiéroglyphe R7). Il est translittéré bȝ.

## Utilisation
| G29 | Z1 | / | G53 | / | G53 | Z1 | / | R7 | G29 | Z1 |

| G29 | Z1 | / | G53 | / | G53 | Z1 | / | R7 | G29 | Z1 |

| W10A |

| W10A |

| Aa4 |

| Aa4 |

| Aa4 |

| Aa4 |